# Zelená brána

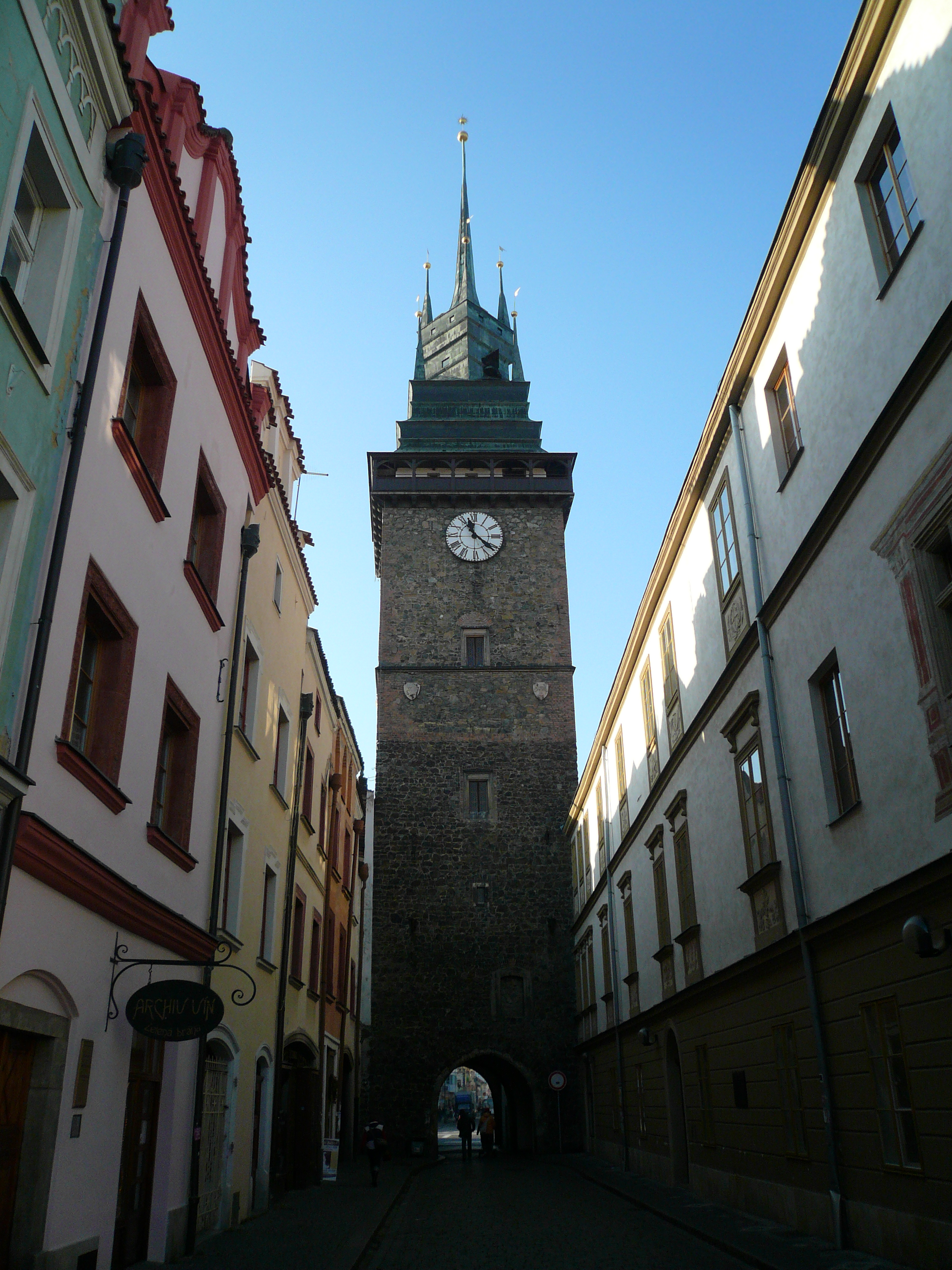
Zelená brána od Pernštýnského náměstí

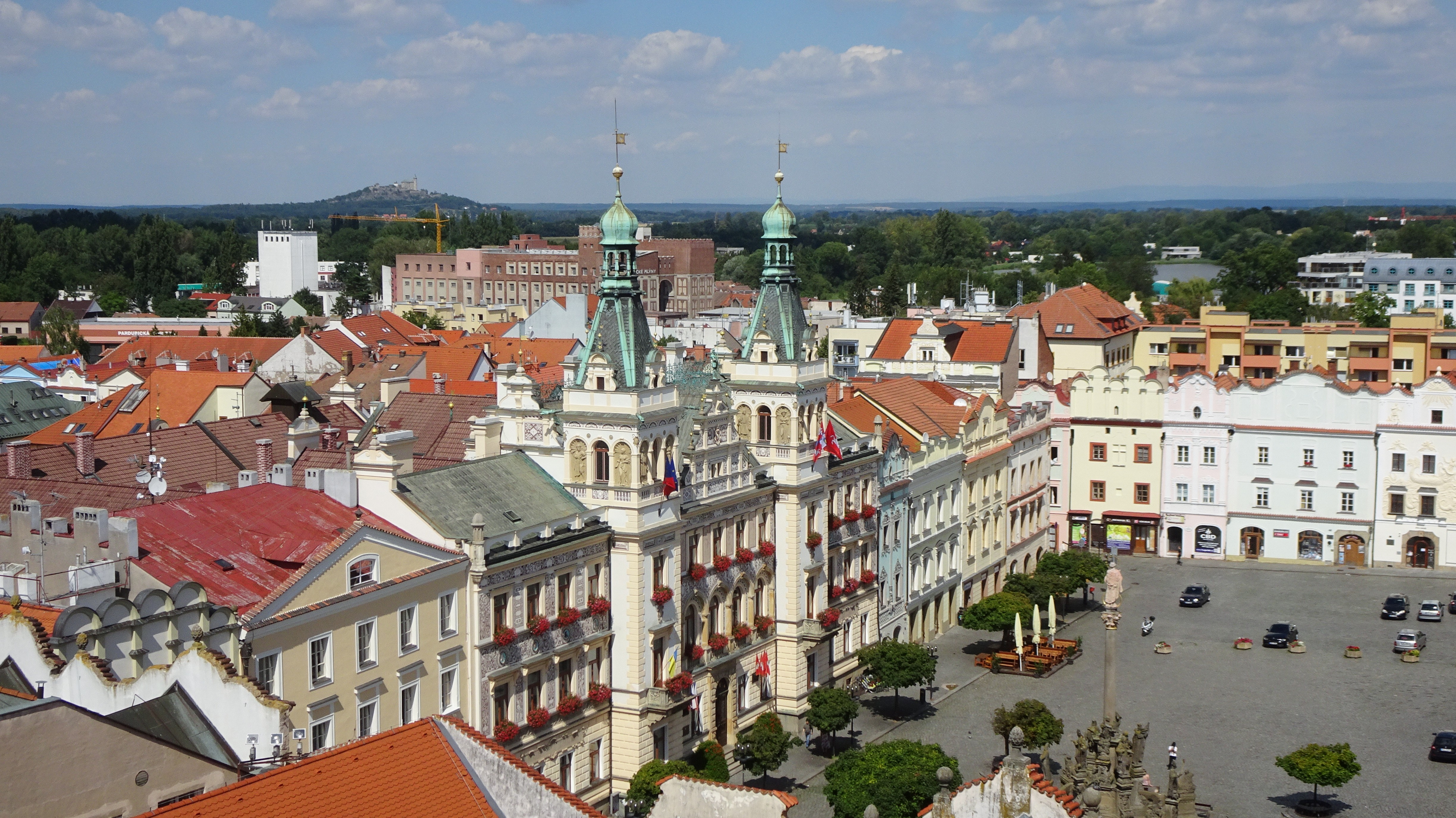
Budova Magistrátu města Pardubic ze Zelené brány

Zelená brána je charakteristická dominanta města Pardubic. Je vnímána jako jeden celek, ale ve skutečnosti jsou to dvě stavby za sebou – renesanční předbraní a vlastní brána s věží 59 m vysokou. Tento celek je jediným, velice cenným zbytkem městského opevnění z počátku 16. století. Je jedním ze vstupů do městské památkové rezervace, počátkem i závěrem značené prohlídkové trasy rezervace, tzv. Stezky Viléma z Pernštejna. Předbraní i věž byly do dnešní podoby přestavěny po požáru města roku 1538 Janem z Pernštejna. Věž je přístupná a nabízí návštěvníkům rozhled na město i do vzdáleného okolí.

## Původní stavby
Původní brána v tomto místě vznikla zřejmě v desetiletí 1330–1340, kdy Arnošt ze Staré a jeho syn Arnošt z Pardubic založili a nechali opevnit „město nové“.
V roce 1507 Vilém z Pernštejna zpevnil opevnění, dal město obehnat hradbami s příkopem. Stavbu prováděl mistr Paul. Na západní straně vybudoval nové přízemní předbraní zdobené gotickým štukem. Světlost klenutí je 4,2 m, hloubka předbraní 11,3 m. Před ním byl hradební příkop se dvěma padacími mosty a lávkou pro pěší a ještě před nimi byl přes Městskou řeku dřevěný kolový most s předmostím. Šikmo k předbraní byl zřízen mohutný barbakán, umožňující boční ostřelování případného útočníka. Vzhled vlastní věže z této doby není znám. Byla čtyřboká a při její stavbě bylo zřejmě využito spodní stavby původní brány ze 14. století. Její osa je oproti ose předbraní mírně šikmo. Zdivo má u paty rozměry 9 × 7,5 m, průjezd je 3,8 m široký a také výška je 3,8 m.Do prostoru mezi věží a předbraním bylo možné spustit ochranný hřeben z fošen opatřených kovovými hřeby. V tomto místě jsou na jižní stranu malá vrátka, kterými jedině se nechalo projít k hradbám na jižní straně města.

## Současná Zelená brána
Po požáru roku 1538 provedl Jan z Pernštejna rozsáhlou renesanční přestavbu celého města. Jeho stavitel Jiřík Olomoucký upravil i předbraní. Zvýšil je o jedno poschodí a ozdobil renesančním štítem s vysokou atikou s lisénami a s obloučky navrchu. V prvním patře byly zřízeny dvě malé světničky, kde bydlel jistou dobu i sám mistr Jiřík.
Současně byla do dnešní výšky a hrubé podoby vystavěna také věž. Při pohledu ze Zelenobranské ulice je patrné kde začíná nástavba z této doby. Věž se zlatou makovicí a deseticípou hvězdou na vrcholu byla vyzdvižena do výšky 59 m. Zdobí ji zejména pozdně gotická střecha tvořená třemi patry stříšek, hranoly s osmi jehlovými věžičkami a vysoko protažená střední špice. „Zelenou branou“ je nazývána od roku 1547, do té doby byla známa jako Pražská brána.
Je pochopitelné, že od doby výstavby dodnes musela být často opravována a podle potřeb doby byla také upravována. Když v roce 1653 vyhořela zvonice kostela sv. Bartoloměje, byly zbylé zvony přeneseny na Zelenou bránu. Když ale v roce 1661 do věže uhodilo, bylo to považováno za zlé znamení a do rychle opravené zvonice byly zvony vráceny. Za okupace roku 1741 a 1744 snesli Prusové měděnou střechu a poškodili trámoví. Měděný kryt byl opravován také v roce 1801 a zcela vyměněn v roce 1980. Roku 1760 byly na věž instalovány hodiny z radnice II, která stála na rohu náměstí a Pernštýnské ulice, nové hodiny pak byly osazeny v roce 1886 a světelnými ciferníky opatřeny v roce 1912. Hodinový stroj byl znovu vyměněn v roce 1939. V roce 1776, kdy byly mezi Městskou řekou a městem postaveny jezdecké kasárny, byly odstraněny padací mosty a prostor k dřevěnému mostu zasypán. Roku 1886 byl dřevěný most přes řeku nahrazen železným.
Vzhled věže doznal závažných změn v roce 1843. Byla snesena dřevěná pavlač pod střechou a hlavní zdivo až po střechu bylo omítnuto. K restauraci došlo až v roce 1912, kdy pod střechou byl obnoven dřevěný ochoz a zdivo trupu věže bylo obnaženo. Na průčelí předbraní dali pardubičtí radní v roce 1903 umístit reliéf dle návrhu Mikoláše Alše. Zpodobňuje erbovní pověst pánů z Pardubic, jejichž erb užívají Pardubice jako městský znak. Na jižní straně věže a předbraní byl při stavbě Městské spořitelny v letech 1914–1917 zřízen průchod. Obdobně na severní straně byl v roce 1925 při stavbě Angločeskoslovenské banky zřízen průchod, který však je na straně k Pernštýnskému náměstí zaslepen. Největší nebezpečí Zelené bráně hrozilo v roce 1875, kdy se velmi vážně uvažovalo ji včetně předbraní z komunikačních důvodů zbořit. Zásahem vídeňské Ústřední památkové komise bylo toto nebezpečí zažehnáno, takže se z památky lze těšit dosud.

## Současnost
Zelená brána je přístupná veřejnosti a je z ní výhled na Pardubice a okolí. V prostorách předbraní je instalována výstavka připomínající historii Zelené brány a některých dalších objektů Městské památkové rezervace. Kromě archiválií včetně map, plánů města a historických fotografií si zde lze prohlédnout i sádrové modely Zelené brány a kostela sv. Bartoloměje.
V roce 2015 bránu navštívilo 16 545 návštěvníků.
Dne 29. října 2017 Zelenou bránu poškodil silný vítr, hodiny tak přišly o ciferníky a střecha o téměř všechny architektonické dekorativní prvky.
V rámci plánování rekonstrukce vznikl v roce 2021 spor, zda má být věž omítnuta, jako před puristickou rekonstrukcí v roce 1912. O otázce se konalo místní referendum. Referenda, které se konalo spolu s volbami do Poslanecké sněmovny, se zúčastnilo 48,4 % oprávněných voličů, z nichž 69,72 % hlasovalo proti omítnutí. Rekonstrukce je zaměřena hlavně na opravu zdiva a měla by skončit v roce 2027.